# Roman i Magda
Roman i Magda – polski film obyczajowy z 1978 roku w reżyserii Sylwestra Chęcińskiego.

## Opis fabuły
Małżeństwo Magdy (Marzena Trybała) i Romana (Andrzej Seweryn) przeżywa kryzys. Zaniedbywana kobieta nawiązuje kolejne romanse. Tymczasem jej zapracowany mąż od pewnego czasu otrzymuje pogróżki. To doprowadza go na skraj załamania nerwowego. Obsesja mężczyzny doprowadza do tragedii.

## Obsada
- Marzena Trybała jako Magda Barwińska
- Andrzej Seweryn jako Roman Barwiński
- Dorota Stalińska jako Majka, koleżanka Magdy ze studiów
- Wiesława Mazurkiewicz jako matka Romana
- Mieczysław Pawlikowski jako ojciec Romana
- Ewa Wiśniewska jako Zofia, koleżanka Romana ze studiów
- Jan Englert jako Grzegorz Klimecki
- Daria Trafankowska jako Wieśka, koleżanka Magdy ze studiów
- Krystyna Wachelko-Zaleska jako Weronika Matwiejczuk, koleżanka Romana ze studiów
- Jerzy Moniak jako Erwin, kolega Magdy
- Henryk Matwiszyn jako kapitan MO
- Paweł Nowisz jako porucznik MO
- Ferdynand Matysik jako Gienio, kierowca ciężarówki
- Tatiana Sosna-Sarno jako żona Stefana
- Jan Blecki jako Jacek, kochanek Magdy
- Piotr Komorowski jako ratownik

i inni